# Dioscorea juxtlahuacensis
Espèce
Classification APG III (2009)
Dioscorea juxtlahuacensis est une espèce de plantes de la famille des Dioscoreaceae endémique d'une région de l'État de Oaxaca, dans le sud du Mexique : le district Santiago Juztlahuaca de la chaîne de montagnes Sierra Madre del Sur. Elle pousse dans des chênaies à genévrier d'altitude comprise entre 1 500 et 1 700 m,.
Dioscorea juxtlahuacensis est une plante grimpante vivace se multipliant par des rhizomes. Elle rampe sur le sol ou s'accroche à la végétation environnante, mais ne dépasse pas 60 cm au-dessus du sol. Ses feuilles sont cordées, longues de 3 cm et larges de 4 cm. Les inflorescences mâles font jusqu'à 10 cm de long et portent de 1 à 4 fleurs vertes. Les inflorescences femelles sont plus courtes (1,5 cm de long). Les graines sont longues d'1,1 mm,.